# Paratractis indica
Paratractis indica ist eine Art der Spulwürmer und einziger Vertreter der Gattung Paratractis. Sie ist ein Parasit im Darm der Diademschildkröte (Hardella thurjii).

## Merkmale
Paratractis indica ist ein mittelgroßer Spulwurm ohne hervorstehende Ränder. Die Mundöffnung wird von einer Ober- und zwei seitlichen Unterlippen begrenzt. Der Pharynx ist nur 0,1 bis 0,12 mm lang. Der Ösophagus ist in einen, vorn vom Nervenring umgebenen, stark chitinierten muskulösen Abschnitt und einen hinteren Bulbus mit einem Klappenapparat unterteilt. Die Ausscheidungspore liegt vor dem Bulbus des Ösophagus. Der Darm ist einfach und ohne Blinddarm. Ovar und Uterus sind unpaar (monodelphisch).
Männchen sind 7 bis 9 mm lang. Der muskulöse Ösophagus ist 0,9 bis 2,04 mm lang, der hintere Drüsenabschnitt 0,23 bis 0,3 mm. Der Nervenring liegt 0,31 bis 0,58 mm hinter dem Vorderende, die Ausscheidungspore 0,98 bis 1,8 mm. Das Hinterende ist spiralig gewunden und ohne Saugnapf. Es verengt sich konisch, so dass ein langer Fortsatz entsteht. Kaudalflügel fehlen. Am Hinterende gibt es 10 bis 13 Paare von Papillen, ein bis zwei Paare vor dem Anus, 8 bis 11 dahinter. Die beiden Spicula sind geflügelt und gleich oder ungleich lang. Das linke Spiculum ist 0,25 bis 0,70 mm lang, das rechte 0,3 bis 0,75 mm. Das Gubernaculum ist schlauchförmig, 0,1 bis 0,3 mm lang und 10 bis 60 µm breit. Der Schwanz ist 1,05 bis 2,09 mm lang.
Weibchen sind 9 bis 13 mm lang und 0,36 bis 0,65 mm dick. Der muskulöse Ösophagus ist 0,81 bis 1,8 mm lang, der hintere Drüsenabschnitt 0,54 bis 0,58 mm. Der Nervenring liegt 0,31 bis 0,56 mm hinter dem Vorderende, die Ausscheidungspore 1,17 bis 1,7 mm. Die Vulva liegt hinter der Mitte, 5,4 bis 8,9 mm hinter dem Vorderende. Der Schwanz ist 1,4 bis 2,85 mm lang. Die großen Eier sind dickschalig und messen 80–200 × 60–180 µm und embryoniert.